# Samtgemeinde Esens
De Samtgemeinde Esens is een samtgemeinde in de Duitse deelstaat Nedersaksen. De samenwerkingsgemeente ligt in het Landkreis Wittmund en heeft ruim 14.000 inwoners.
Zie voor meer informatie over o.a. economie, geschiedenis en bezienswaardigheden de artikelen over de diverse deelgemeenten.

## Samenstelling en ligging
De Samtgemeinde Esens ligt in Oost-Friesland in het historische Harlingerland. Aan de noordkant van de gemeente ligt de Waddenzee.

Samtgemeinde Esens. De stad Esens is rood gemarkeerd.

De Samtgemeinde wordt gevormd door de volgende (deel-)gemeenten:
| Deelgemeente     | Aantal inw. | Oppervlakte (km²) | Ortsteile, die bij de deelgemeente horen                                         |
| ---------------- | ----------- | ----------------- | -------------------------------------------------------------------------------- |
| Esens (stad)     | 7.310       | 21,68             | Bensersiel                                                                       |
| Holtgast         | 1.819       | 24,00             | Damsum, Fulkum, Utgast                                                           |
| Stedesdorf       | 1.648       | 27,95             | Mamburg, Osteraccum, Thunum                                                      |
| Neuharlingersiel | 1.015       | 24,55             | Altharlingersiel, Groß-Holum, Hartward, Ostbense                                 |
| Dunum            | 1.083       | 26,83             | Brill                                                                            |
| Moorweg          | 866         | 18,65             | Altgaude, Kloster Schoo, Neugaude, Wagnersfehn, Westerschoo                      |
| Werdum           | 737         | 18,45             | Edenserloog, Gastriege, Groß Husum, Klein Husum, Anderwarfen, Wallum, Nordwerdum |
| Totaal:          | 14.478      | 162,11            | —                                                                                |

Hoofdplaats en zetel van het bestuur der Samtgemeinde is het stadje Esens. De Samtgemeinde ligt in het noorden van de Landkreis Wittmund. In het noorden, bij Neuharlingersiel, grenst Esens aan de Waddenzee.
Te Neuharlingersiel vertrekken de veerboten naar het Waddeneiland Spiekeroog, te Bensersiel die naar Langeoog.

## Infrastructuur
De Samtgemeinde ligt niet aan of nabij belangrijke hoofdwegen. De belangrijkste uitvalswegen lopen van het stadje Esens in oost-zuidoostelijke richting, naar de Bundesstraße 461 in het buurstadje Wittmund, en in zuidelijke richting naar Ogenbargen, gemeente Aurich, 12 km ten noordoosten van de stad Aurich. Deze zelfde weg loopt vanuit Esens noordwaarts naar de veerboot naar het Waddeneiland Langeoog.

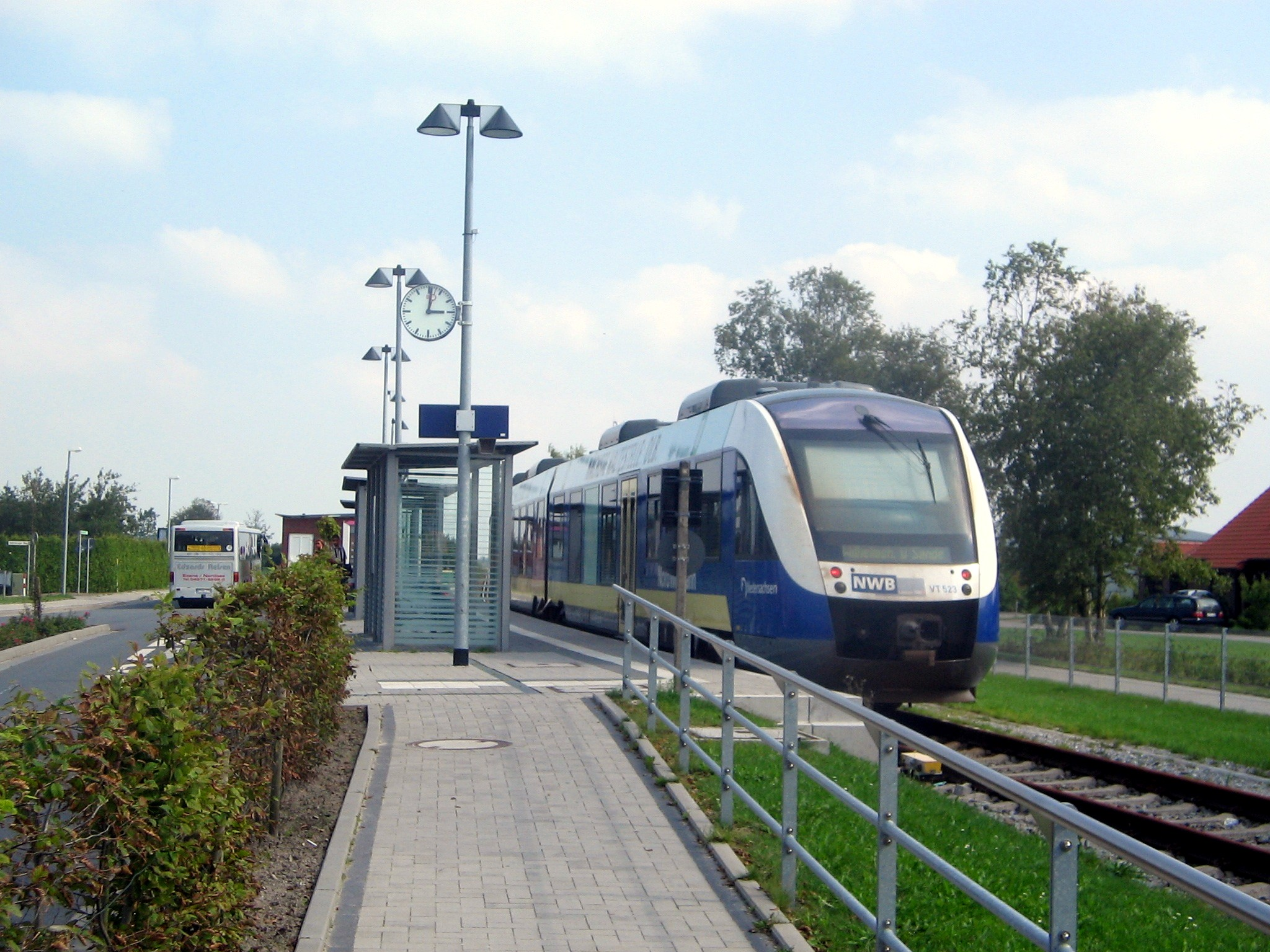
Station Esens

De in 2002 heropende spoorweghalte Esens is door een spoorlijn met Station Jever en vandaar  via een doorgaande lijn met Sande verbonden.

## Economie
Verreweg de belangrijkste bron van inkomsten in de Samtgemeinde is het toerisme, vooral vanwege de badplaatsen Bensersiel en Neuharlingersiel aan de Waddenzee. Daarnaast is de landbouw, met name de melkveehouderij op de talrijke weilanden in het gemeentegebied, nog van betekenis.
De kustplaats Neuharlingersiel is thuishaven van een kleine vissersvloot, die in 2018 uit acht garnalenkotters bestond.

## Bezienswaardigheden, natuurschoon
Zie ook de artikelen over de afzonderlijke deelgemeentes.
Veel archeologische vondsten in dit gebied kunnen bezichtigd worden in het museum Leben am Meer in de voormalige pelmolen in Esens-stad.
De Samtgemeinde grenst aan de Duitse Waddenzee. Deze is beschermd als Nationaal Park Nedersaksische Waddenzee.
Het zuidwesten van de Samtgemeinde is relatief rijk aan bos en omvat meerdere beschermde natuurgebieden. De meeste daarvan maken deel uit van het in 2019 ingerichte, onder het Duitse nummer WE NSG 109 geregistreerde natuurreservaat Ochsenweide, Schafhauser Wald und Feuchtwiesen bei Esens, dat 296 hectare groot is en zich over 5 deelgemeentes van de Samtgemeinde Esens uitstrekt.

## Politiek
Het samenwerkingsverband voert voor de deelnemende gemeenten een aantal taken uit. Welke taken door het verband worden uitgevoerd verschilt van Samtgemeinde tot Samtgemeinde en wordt vastgelegd in een verordening van het deelstaatparlement van Nedersaksen. Een Samtgemeinde kent een eigen raad, die door alle kiesgerechtigde burgers in het samenwerkingsverband wordt gekozen.

### Samenstelling van de raad
De raad van de samtgemeinde bestaat sinds de laatste verkiezingen uit 30 gekozen leden en de burgemeester. De samenstelling is als volgt:
| Partij/Groepering                          | 2021 | 2011 |
| ------------------------------------------ | ---- | ---- |
| CDU                                        | 9    | 10   |
| SPD                                        | 13   | 12   |
| Bündnis 90/Die Grünen                      | 3    | 3    |
| EsenerBürgerInitiative                     | 2    | 3    |
| FDP                                        | 1    | 1    |
| Unabhängige Wählergemeinschaft Bürgerwille | 2    | 1    |

Daarnaast is de burgemeester van de Samtgemeinde (zie kader) stemgerechtigd in de raad.